# Kymmenpuisensaari
Kymmenpuisensaari är en ö i Finland. Den ligger i sjön Iso Tipasjärvi och Pieni Tipasjärvi och i kommunen Sotkamo i den ekonomiska regionen  Kajana ekonomiska region  och landskapet Kajanaland, i den centrala delen av landet, 500 km nordost om huvudstaden Helsingfors. Öns area är 0,5 hektar och dess största längd är 150 meter i sydöst-nordvästlig riktning.